# Idioma galó
El galó (o brito-románico) es una de las lenguas propias de  Bretaña, junto con el bretón. Es una lengua románica, más concretamente una lengua de oïl. Es similar al normando pero con más influencias celtas, debido a su vecindad con el bretón. Hoy en día se encuentra en franca regresión ante el francés, ya que, a diferencia del valón, tiene muy poca literatura escrita, a pesar de que fue la lengua de la corte de los duques de Bretaña hasta su incorporación a Francia. Se conoce poco sobre ella, ya que se ha estudiado muy poco, excepto el estudio de Paul Sébillot, y tampoco es usada en los medios de comunicación, aunque últimamente ha habido ciertos intentos de hacerla revivir, por ejemplo a través de las asociaciones Bertaèyn Galeizz y Maézoe.
El vocabulario del galó, aun teniendo en cuenta el influjo céltico, continúa siendo latino.
Se habla desde antaño en la parte oriental de la Bretaña, la Alta Bretaña. Entre las formas dialectales destaca el mitaw, variedad hablada entre el Loira y el Ille y Vilaine (su parte oriental), entre Nantes, Rennes, Châteaubriant y Redon.

## Léxico comparativo

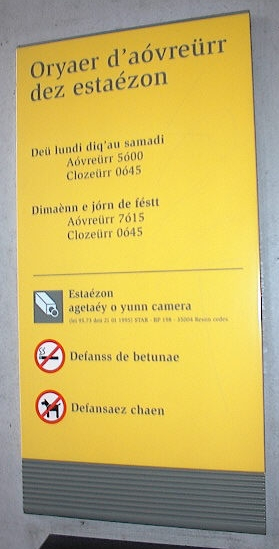
Un cartel en galó en el metro de Rennes.

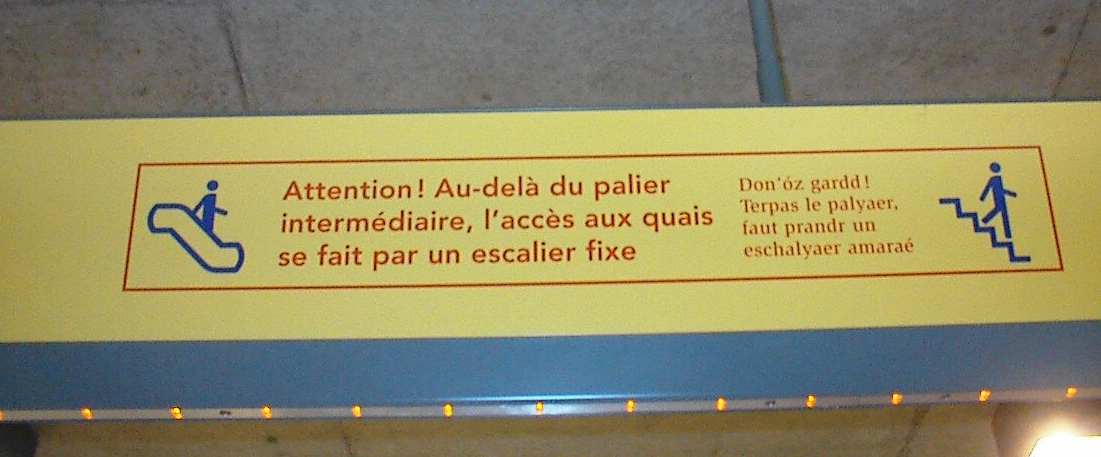
Texto en francés (izquierda) y galó (derecha) en el transporte público.

| español  | bretón            | galó         | francés                      |
| -------- | ----------------- | ------------ | ---------------------------- |
| abeja    | gwenanenn         | avètt        | abeille                      |
| boca     | genou             | góll         | bouche ("morro": gueule)     |
| cabra    | gavr              | biq          | chèvre (popular: bique)      |
| silla    | kador             | chaérr       | chaise                       |
| casa     | ti                | ostèu        | maison (también: hôtel)      |
| caer     | kouezhañ          | cheir        | tomber, choir                |
| escuela  | skol              | escoll       | école                        |
| ardilla  | kazh-koad         | chat-de-boéz | écureuil                     |
| estrella | steredenn         | esteill      | étoile                       |
| queso    | formaj            | fórmaij      | fromage                      |
| fumar    | butuniñ           | betunae      | fumer (fr. antiguo: pétuner) |
| horario  | taolenn an eurioù | oryaer       | horaire                      |
| hoy      | hiziv             | anoet        | aujourd'hui                  |
| labio    | gweuz             | lip          | lèvre                        |
| número   | niver             | limerot      | numéro                       |
| pera     | perenn            | peirr        | poire                        |
| salida   | er maez           | desort       | sortie                       |
| silbar   | c'hwibanañ        | sublae       | siffler                      |

## Ejemplos
En los siguientes ejemplos se comparan oraciones en galó (a) y en francés estándar (b), junto con su traducción en español:
(1a) Dan qi qe tu sonj?
(1b) A qui penses-tu ?
'¿En quien piensas?'
(2a) Je sae d'agrae d'o tai
(2b) Je suis d'accord avec toi.
'Estoy de acuerdo contigo'
(3a) D'eyó qe t'es nasqi?
(3b) Où es-tu né ?
'¿Dónde has nacido?'
(4a) Pari qé n-i ara la presse séi Pelo ad'saïr?
(4b) C'est vrai qu'il y aura du monde chez Pierre ce soir ?
'¿Verdad que habrá mucha gente en casa de Pedro esta tarde?'
(5a) Je sae periae a la pilleriy de pllase de Loeczandr
(5b) Je suis invité à la fête d'Alexandre.
'Me han invitado a la fiesta de Alejandro'
(6a) Les équeroueys à Tintin
(6b) Les aventures de Tintin
'Las aventuras de Tintín'
- Esta formulación (utilizando "à" en lugar de "de") es típicamente galó y puede encontrarse en francés local: en Nantes, hay un lugar llamado La Prairie au duc (El Prado al duque).

### Textos
| Galó | Francés | Español |
| --- | --- | --- |
| Le mondd véenant sur la terr libr trestóz et s’antrvalant an dreits é an dignitaé. Il lór apartéent d’aveir de la raezon é de la conscéencz et il ont de s’antranchevir com feraent dez fraerr an confraeriy. | Tous les êtres humains naissent libres et égaux en dignité et en droits. Ils sont doués de raison et de conscience et doivent agir les uns envers les autres dans un esprit de fraternité.                                                                                                   | Todos los seres humanos nacen libres e iguales en dignidad y derechos. Dotados de razón y conciencia, deben comportarse los unos con los otros con espíritu de fraternidad.                                                                        |
| Le vent fret e le soulai taen a s'entr-battr tous deûz a savaïr qhi q'i taet le pus fôt. E den le méme secant il avizite un veyaïjou qi taet qi cheminae de lou bout, hanë d'un paltaod. I se metite d'assent qe le sien q'ariverae le permier a fere tirer son paltaod ao bounoume-la serae ergardë come le pus fôt. | La bise et le soleil se disputaient, chacun assurant qu'il était le plus fort, quand ils ont vu un voyageur qui s'avançait, enveloppé dans son manteau. Ils sont tombés d'accord que celui qui arriverait le premier à faire ôter son manteau au voyageur serait regardé comme le plus fort. | El viento y el sol disputaban, cada uno asegurando cuál era el más fuerte, cuando vieron a un viajero que avanzaba envuelto en su manto. Acordaron que el que fuera el primero en hacer sacar el manto al viajero sería tomado como el más fuerte. |

## Libros
- 1993 : Hergé, Sus l'ile naire (Les Equeroueys à Tintin), Rennes, Ediciones Rue des Scribes (La isla negra)

## Artistas
- Ôbrée Alie

## Movimiento asociativo
- 1976 : Les Amis du Parler Gallo (después Bertaèyn Galeizz)
- 1978 : Maézoe
- 198? : Association des Enseignants de Gallo
- 2003 : A-demórr
- 2004 : Lez emóleriy au sórgarr